# Superpuchar Rosji w piłce siatkowej mężczyzn
Superpuchar Rosji w piłce siatkowej mężczyzn (ros. Суперкубок России по волейболу) – cykliczne rozgrywki w piłce siatkowej organizowane corocznie przez Wszechrosyjska Federacja Piłki Siatkowej, w których rywalizują ze sobą mistrz i zdobywca Pucharu Rosji. 
Rozgrywki o siatkarski Superpuchar Rosji po raz pierwszy rozegrane zostały w 2008 roku. Pierwszym zwycięzcą tych rozgrywek został klub Dinamo Moskwa.
Od 2012 roku mecz o Superpuchar Rosji odbywa się w ramach rozgrywek w rosyjskiej Superlidze.

## Triumfatorzy
| Edycja | Data       | Miejsce spotkania                              | 1. miejsce                                             | 2. miejsce                                              | Wynik spotkania                         |
| ------ | ---------- | ---------------------------------------------- | ------------------------------------------------------ | ------------------------------------------------------- | --------------------------------------- |
| I      | 20.09.2008 | Hala sportowa "Drużba", Moskwa                 | Dinamo Moskwa (Mistrz Rosji)                           | Zenit Kazań (Zdobywca Pucharu Rosji)                    | 3:0 (25:18, 25:20, 25:23)               |
| II     | 03.10.2009 | Hala koszykarska, Kazań                        | Dinamo Moskwa (Zdobywca Pucharu Rosji)                 | Zenit Kazań (Mistrz Rosji)                              | 3:1 (25:22, 25:22, 25:27, 25:22)        |
| III    | 23.10.2010 | Hala koszykarska, Kazań                        | Zenit Kazań (Mistrz i zdobywca Pucharu Rosji)          | Lokomotiw-Biełogorje Biełgorod (Wicemistrz Rosji)       | 3:0 (25:23, 25:18, 25:16)               |
| IV     | 28.09.2011 | Sportowy Kompleks "Siewier", Nowosybirsk       | Zenit Kazań (Mistrz Rosji)                             | Lokomotiw Nowosybirsk (Zdobywca Pucharu Rosji)          | 3:0 (25:23, 29:27, 25:21)               |
| V      | 29.09.2012 | Centrum siatkarskie "Sankt-Pietierburg", Kazań | Zenit Kazań (Mistrz Rosji)                             | Lokomotiw Nowosybirsk (Zdobywca Pucharu Rosji)          | 3:2 (22:25, 21:25, 25:18, 25:16, 15:10) |
| VI     | 16.10.2013 | Hala sportowa "Kosmos", Biełgorod              | Biełogorje Biełgorod (Mistrz i zdobywca Pucharu Rosji) | Zenit Kazań (Finalista Pucharu Rosji)                   | 3:2 (21:25, 21:25, 25:23, 25:23, 15:13) |
| VII    | 04.10.2014 | Centrum siatkarskie "Sankt-Pietierburg", Kazań | Biełogorje Biełgorod (Zdobywca Pucharu Rosji)          | Zenit Kazań (Mistrz Rosji)                              | 3:1 (25:21, 25:20, 21:25, 25:18)        |
| VIII   | 08.11.2015 | Centrum siatkarskie "Sankt-Pietierburg", Kazań | Zenit Kazań (Mistrz i zdobywca Pucharu Rosji)          | Biełogorje Biełgorod (Wicemistrz Rosji)                 | 3:0 (25:21, 29:27, 25:15)               |
| IX     | 27.09.2016 | Centrum siatkarskie "Sankt-Pietierburg", Kazań | Zenit Kazań (Mistrz i zdobywca Pucharu Rosji)          | Dinamo Moskwa (Wicemistrz Rosji)                        | 3:0 (25:14, 25:18, 25:15)               |
| X      | 04.11.2017 | Centrum siatkarskie "Sankt-Pietierburg", Kazań | Zenit Kazań (Mistrz i zdobywca Pucharu Rosji)          | Dinamo Moskwa (Wicemistrz Rosji)                        | 3:0 (25:19, 25:21, 25:14)               |
| XI     | 17.11.2018 | Centrum siatkarskie "Sankt-Pietierburg", Kazań | Zenit Kazań (Mistrz i zdobywca Pucharu Rosji)          | Zenit Petersburg (Wicemistrz Rosji)                     | 3:1 (25:16, 21:25, 25:15, 25:20)        |
| XII    | 09.11.2019 | Kuzbass Arena Kemerowo, Kemerowo               | Kuzbass Kemerowo (Mistrz Rosji)                        | Zenit Kazań (Wicemistrz i zdobywca Pucharu Rosji)       | 3:1 (21:25, 25:21, 25:19, 25:23)        |
| XIII   | 03.10.2020 | Łokomotiw Ariena, Nowosybirsk                  | Zenit Kazań (Wicemistrz i zdobywca Pucharu Rosji)      | Lokomotiw Nowosybirsk (Mistrz Rosji)                    | 3:2 (25:18, 22:25, 25:23, 23:25, 15:9)  |
| XIV    | 10.10.2021 | Wolejbolnaja ariena "Dinamo", Moskwa           | Dinamo Moskwa (Mistrz i zdobywca Pucharu Rosji)        | Zenit Petersburg (Wicemistrz i finalista Pucharu Rosji) | 3:1 (26:24, 25:21, 21:25, 29:27)        |
| XV     | 15.10.2022 | Wolejbolnaja ariena "Dinamo", Moskwa           | Dinamo Moskwa (Mistrz Rosji)                           | Zenit Kazań (Zdobywca Pucharu Rosji)                    | 3:2 (33:35, 25:23, 25:23, 20:25, 15:8)  |
| XVI    | 28.10.2023 | Centrum siatkarskie, Kazań                     | Zenit Kazań (Mistrz i zdobywca Pucharu Rosji)          | Dinamo Moskwa (Wicemistrz Rosji)                        | 3:0 (25:23, 25:22, 25:17)               |
| XVII   | 04.09.2024 | Centrum siatkarskie, Kazań                     | Zenit Kazań (Mistrz i zdobywca Pucharu Rosji)          | Dinamo Moskwa (Wicemistrz Rosji)                        | 3:0 (25:21, 25:20, 25:23)               |

## Bilans klubów
| Klub                  | 1. miejsce | 2. miejsce |
| --------------------- | ---------- | ---------- |
| Zenit Kazań           | 10         | 6          |
| Dinamo Moskwa         | 4          | 4          |
| Biełogorje Biełgorod  | 2          | 2          |
| Kuzbass Kemerowo      | 1          | 0          |
| Lokomotiw Nowosybirsk | 0          | 3          |
| Zenit Petersburg      | 0          | 2          |